# Parapallene exigua
Parapallene exigua là một loài nhện biển trong họ Callipallenidae. Loài này thuộc chi Parapallene. Parapallene exigua được miêu tả khoa học năm 1954 bởi Stock.